# Cantate en l’Honneur de la Sainte Vierge

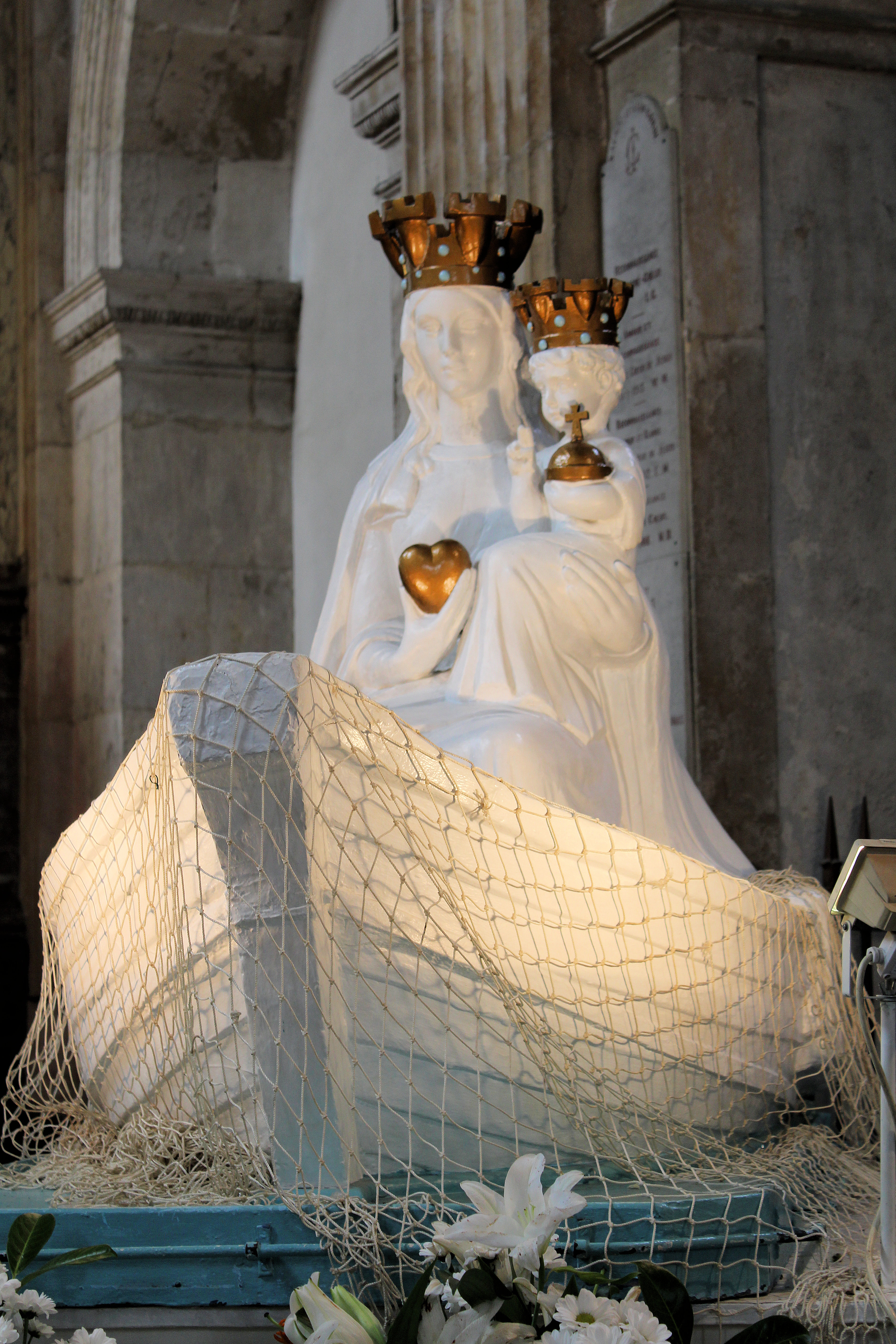
Gnadenbild Unsere Liebe Frau vom Meer in Boulogne-sur-Mer

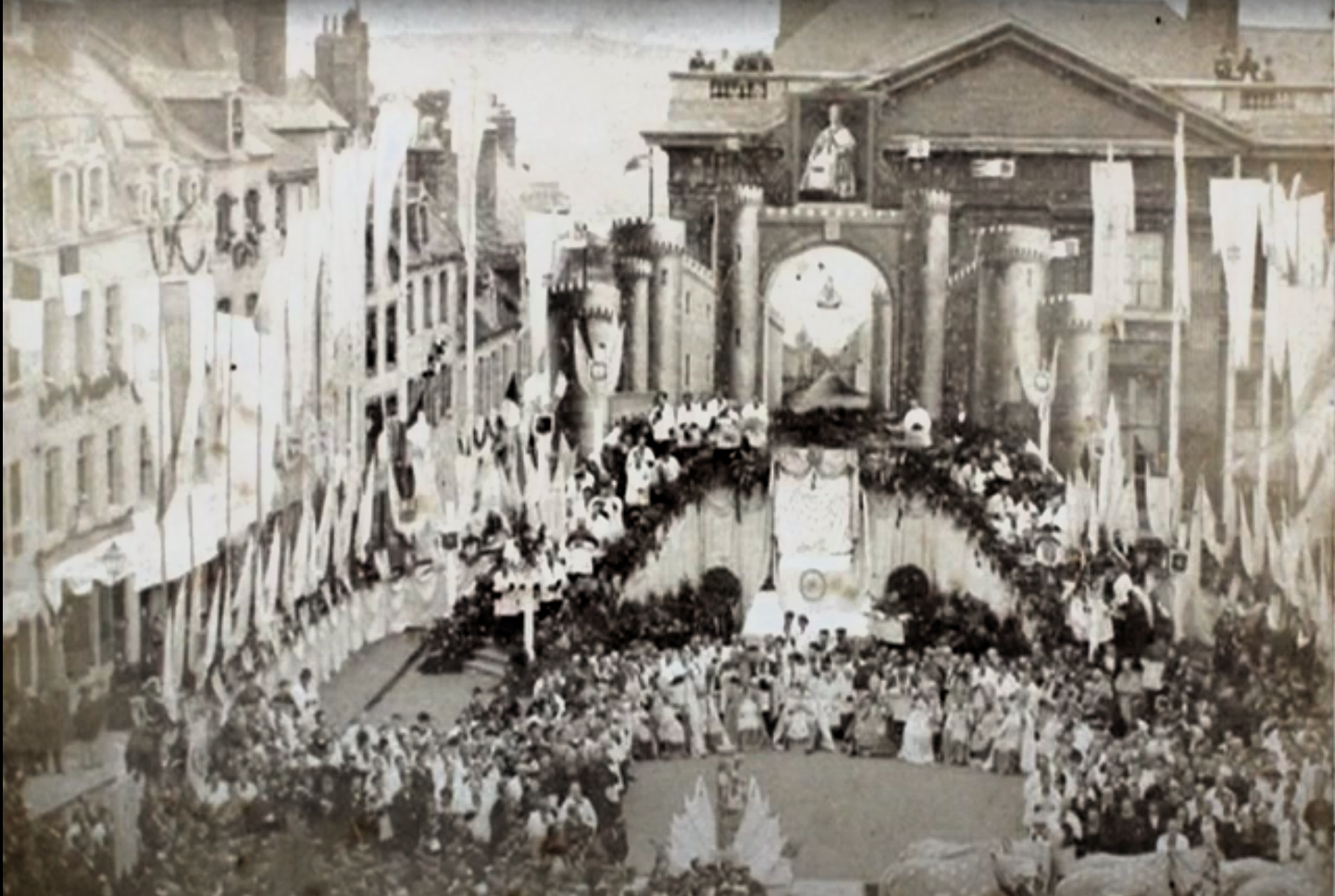
Die Krönungsfeierlichkeiten am 23. August 1885

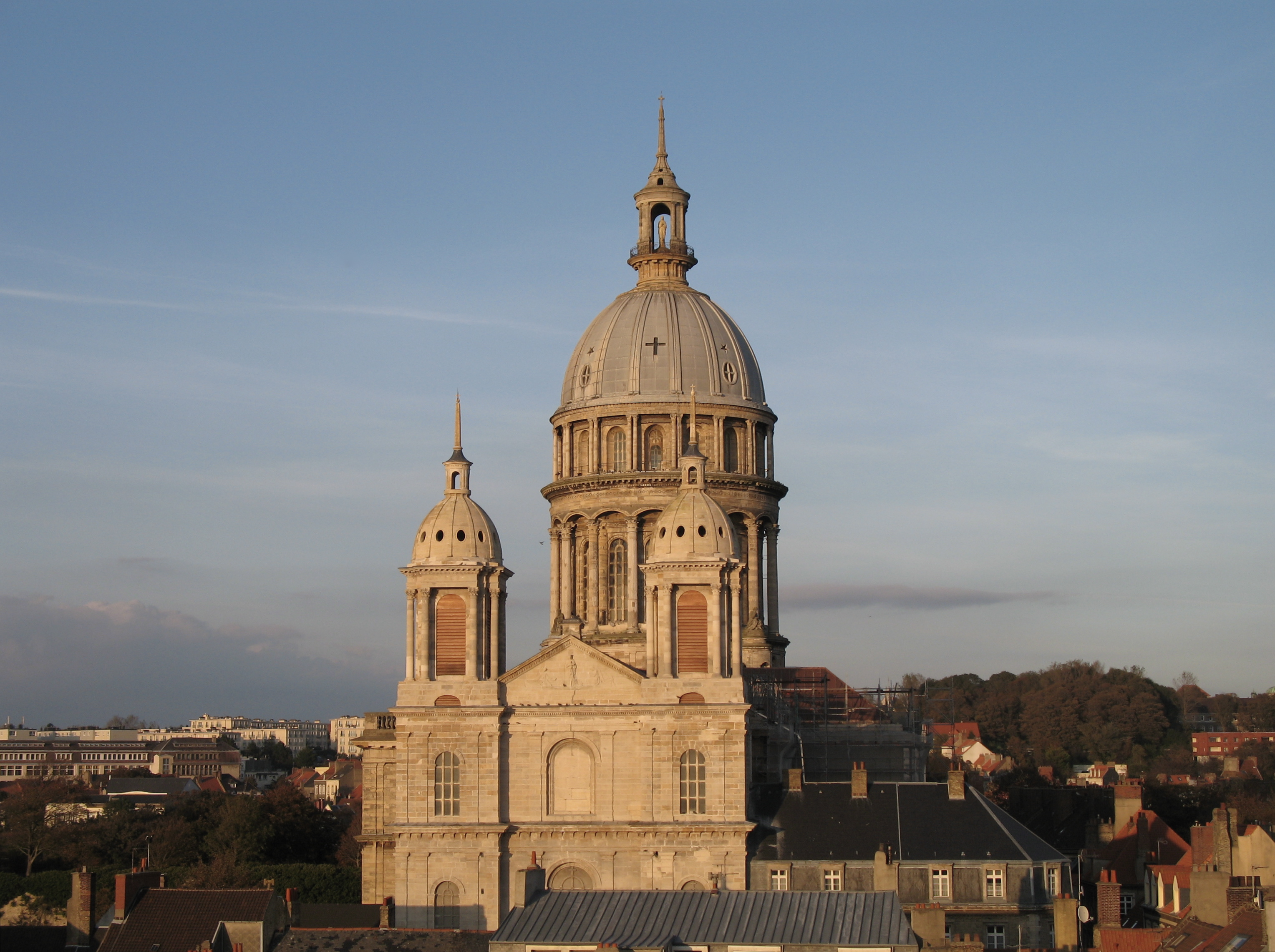
Die Basilika von Boulogne-sur-Mer

Die Cantate en l’Honneur de la Sainte Vierge op.62 ist eine geistliche Kantate des Komponisten Alexandre Guilmant zu Ehren der Gottesmutter Maria.

## Entstehung
Das Werk entstand zwischen dem 27. Juni und dem 2. Juli 1885 in Meudon anlässlich der von Papst Leo XIII. autorisierten feierlichen Krönung des Marienbildes Unserer Lieben Frau vom Meer in Boulogne-sur-Mer, der Heimatstadt Guilmants. Die Uraufführung und Krönung des Marienbildes fand schließlich am 23. August 1885 in der Basilika von Boulogne-sur-Mer statt.

## Besetzung
Eine effektvolle Besonderheit der Kantate ist die Besetzung eines zweiten Chores (genannt „Engelschor“) auf den höchsten Galerien der Basilika. Mutmaßlich handelt es sich dabei um die umlaufenden Galerien im Innern der Kuppel. Der Engelschor besteht aus vier Stimmen (SSAA) und singt a cappella. Für den Fall, dass dieser zum Sinken neige, schlägt Guilmant optional die Begleitung durch ein Mustel-Harmonium vor.
2 Flöten, 2 Oboen, 2 Klarinetten, 2 Fagotte / 2 Hörner, 2 Trompeten, 3 Posaunen, 1 Tuba / Pauken, Große Trommel, Becken / Orgel / 4 Harfen / Engelschor, Großer Chor / Violine I, Violine II, Bratsche, Violoncello, Kontrabass
Die Harfen (Guilmant schreibt mindestens vier Stück vor) spielen unisono und werden ausschließlich im Allegretto in der Mitte des Stücks eingesetzt.

## Werkgestalt
Das zusammenhängende Werk lässt sich in einzelne Abschnitte gliedern, die von einem insgesamt dreimal wiederkehrenden hymnusartigen Refrain eingerahmt werden. Dieser feierliche Refrain beginnt mit einem markanten Fanfarenmotiv und vereint die majestätische Pracht eines großen Orchesters mit romantischer Melodik.
Es schließt sich ein langsames Più mosso an. Eine solistische Sopran-, später Tenorstimme wird von zurückhaltenden Streicher- und Holzbläserharmonien begleitet und bildet so einen starken Kontrast zum Anfang der Kantate.
Nach einer leicht verkürzten Wiederholung des feierlichen Refrains leitet die Klarinette solistisch einen weiteren langsamen Abschnitt ein. Dieses Andante con moto im 3/4-Takt bewegt sich in ähnlicher Klangästhetik, wie das Più mosso, wird doch auch hier eine Tenorstimme von Streichern und Holzbläsern begleitet. Anders als erwartet folgt darauf nicht eine erneute Wiederholung des Refrains. Stattdessen überrascht Guilmant an dieser Stelle mit dem Tonartwechsel nach As-Dur, der Einführung der Harfe als neue Klangfarbe in das Stück und einem 2/4-Takt, der dem folgenden Abschnitt, dem Allegretto eine gewisse Leichtigkeit verleiht. In diesen Zeilen werden die Engel Gottes besungen und dazu aufgefordert Maria zu grüßen, woraufhin der Engelschor aus höchsten Höhen herab a cappella mit einem ausschweifenden Ave Maria antwortet.
Nach einer Überleitung durch Harfe, Streicher und Holzbläser setzt wieder der große Chor mit dem melodischen Thema des Allegretto ein. Dieser Abschnitt endet mit einem ausklingenden Dialog zwischen dem Großen Chor und dem Engelschor.
Darauf folgt nun ein im Kontrast zu den lyrischen Engelschören regelrecht bedrohlich wirkender Abschnitt. Sämtliche Männerstimmen singen unisono von den schäumenden Fluten des Meeres. Die Begleitung durch die Blechbläser sowie das in die Tiefen herabsteigende Motiv der Tuba verstärken die Dramaturgie dieser Textpassage.
Nach der inhaltlichen und musikalischen Auflösung dieser Bedrohung erstrahlt der feierliche Refrain in gesteigerter Form: Ausladende schnelle Sechzehntel-Läufe der Violinen schaffen eine Atmosphäre überbordender Fröhlichkeit. Die feierlichen Akkorde, die mächtigen Bläserfanfaren und die kraftvollen Orgelregistrierungen schaffen eine imposante Klangkulisse, die sich in der Coda durch mehrere Harmoniewechsel aufschaukelt, vor dem endgültigen Schluss jedoch noch einmal innehält, um dem Engelschor  Ruhe für ein letztes entrücktes Ave Maria aus der Höhe zu bieten.

## Text

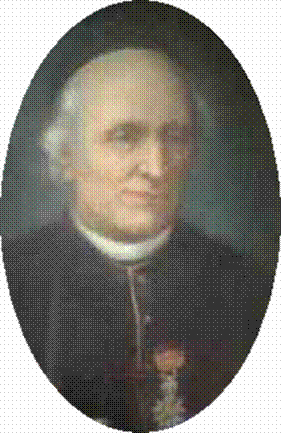
Benoît-Agathon Haffreingue (1785–1871), Priester und Architekt der Basilika Notre Dame de Boulogne-sur-Mer, der in der Kantate als Saint-Prélat (dt. „Heiliger Prälat“) angesprochen wird.

Den originalen französischen Text schrieb Révérend Père Victor Delaporte SJ.
| Französischer Originaltext | Deutsche Übersetzung |
| --- | --- |
| Sur ton front divine Patronne, Notre amour pose la couronne, Notre foi t’implore à genoux; Règne sur nous! Mère de Dieu, devant la sainte image Boulogne est là qui vient te faire hommage; Règne sur Boulogne, Règne sur Boulogne et sur nous, oui règne sur nous sur Boulogne, règne sur nous! Viens céleste messagère, Dans ta nacelle légère, viens aimable passagère! Nos flots, nos coeurs, s’inclinent devant toi. Aux frontières de notre France, Étoile, étoile de la délivrance, Tu feras briller l’espérance. Tu seras notre Dame et Jésus notre Roi. Sur ton front divine Patronne, Notre amour pose la couronne, Notre foi t’implore à genoux; Règne sur nous! Mère de Dieu, devant la sainte image Boulogne est là qui vient te faire hommage; Règne sur Boulogne et sur nous, règne sur nous! Tu fus jardis la Reine de nos pères, La souveraine de nos rois, Boulogne a reconnu tes droits aux jours mauvais, Boulogne a reconnu tes droits aux jours prospères. Protège nous comme autrefois; Sauve les fils comme les pères; Boulogne proclame tes droits, comme autrefois, comme autrefois. Anges de Dieu, cortège de Marie, Tandis que notre voix la prie en ce saint lieu, Saluez la, saluez la dans la patrie. Saluez la dans la patrie. Saluez la, Anges de Dieu. Ave Maria, Alleluia. Cité fidèle, ainsi qu’aux jours antiques, La Vierge écoute vos cantiques. Ave Maria, Alleluia! Dans ce jour si grand et si beau, Ò Saint Prélat couché sous ces portiques, Tressaille à nos accords dans la paix du tombeau, dans la paix du tombeau. Ave Maria, Ave Maria. Alleluia. Alleluia. Sous nos pieds la vague écumante rondit au vent qui la tourmente. Ainsi, de toute part, sur le merde ébranlé mortent vers Dieu le blasphème et l’outrage. Dompte ces flots impurs; sauve nous du naufrage; sur l’abìme écumant de rage pose ton pied immaculé! Sur ton front divine Patronne, Notre amour pose la couronne, Notre foi t’implore à genoux; Règne sur nous! Mère de Dieu, devant la sainte image Boulogne est là qui vient te faire hommage; Règne sur Boulogne, Règne sur Boulogne et sur nous, oui règne sur nous sur Boulogne, règne sur nous! Mère de Dieu, Règne sur nous! Oui règne sur Boulogne et sur nous, règne sur nous! Mère de Dieu, Règne sur nous! Oui règne sur Boulogne et sur nous, règne sur nous! Ave Maria, Alleluia! Alleluia! | Auf deine göttliche Stirn, Patronin, setzt unsere Liebe die Krone, unser Glaube fleht dich auf Knien an; herrsche über uns! Mutter Gottes, vor dem heiligen Bild steht Boulogne, um dir zu huldigen; herrsche über Boulogne, herrsche über Boulogne und über uns, ja herrsche über uns, über Boulogne, herrsche über uns! Komm, himmlische Botin, in deiner leichten Gondel, komm, liebenswürdige Wanderin! Unsere Fluten, unsere Herzen beugen sich vor dir. An den Grenzen unseres Frankreichs, Stern, Stern der Erlösung, wirst du die Hoffnung leuchten lassen. Du wirst unsere Dame sein und Jesus unser König. Auf deine göttliche Stirn, Patronin, setzt unsere Liebe die Krone, unser Glaube fleht dich auf Knien an; herrsche über uns! Mutter Gottes, vor dem heiligen Bild steht Boulogne, um dir zu huldigen; herrsche über Boulogne und über uns, herrsche über uns! Du warst einst die Königin unserer Väter, die Herrscherin unserer Könige; Boulogne hat dein Recht in schlechten Zeiten anerkannt; Boulogne hat dein Recht in guten Zeiten anerkannt. Beschütze uns wie in alten Zeiten; rette die Söhne wie die Väter; Boulogne verkündet deine Rechte wie in alten Zeiten, wie in alten Zeiten. Engel Gottes, Gefolge Marias, während unsere Stimme an diesem heiligen Ort zu ihr betet, Grüßet sie, grüßet sie im Vaterland. Grüßt sie im Vaterland. Grüßt sie, Engel Gottes. Ave Maria, Alleluia. Treue Stadt, wie in alten Tagen, so hört die Jungfrau eure Lieder. Ave Maria, Alleluia! An diesem Tag, der so groß und schön ist, O Heiliger Prälat, der unter diesen Säulenhallen liegt, Rege dich zu unseren Akkorden im Frieden des Grabes, im Frieden des Grabes. Ave Maria, Ave Maria. Alleluia. Alleluia. Die schäumende Woge unter unseren Füßen richtet sich nach dem Wind, der sie peinigt. So werden allseits auf dem erschütterten Mist Gotteslästerung und Schmähung sterben. Zähme die unreinen Fluten, rette uns vor dem Schiffbruch; auf den vor Wut schäumenden Abgrund setzt du deinen unbefleckten Fuß! Auf deine göttliche Stirn, Patronin, setzt unsere Liebe die Krone, unser Glaube fleht dich auf Knien an; herrsche über uns! Mutter Gottes, vor dem heiligen Bild steht Boulogne, um dir zu huldigen; herrsche über Boulogne, herrsche über Boulogne und über uns, ja herrsche über uns, über Boulogne, herrsche über uns! Mutter Gottes, herrsche über uns! Ja, herrsche über Boulogne und über uns, herrsche über uns! Mutter Gottes, herrsche über uns! Ja, herrsche über Boulogne und über uns, herrsche über uns! Ave Maria, Alleluia! Alleluia! |